# Tauves
Tauves est une commune française, située dans le département du Puy-de-Dôme, en région Auvergne-Rhône-Alpes.
Ses habitants sont appelés les Laquais et Laquaises, ou plus couramment Tauvois et Tauvoises.

## Géographie
Dans le Sud-Ouest du département du Puy-de-Dôme, dans la région naturelle de l'Artense, la commune de Tauves est arrosée par plusieurs cours d'eau tributaires de la Dordogne : la Mortagne et son affluent le Beautourne, ainsi que la Burande qui sert de limite naturelle à la commune au sud, et son affluent le Burandou, brièvement au sud-est.
L'altitude minimale, 636 mètres, se trouve à l'extrême sud-ouest, là où la Burande quitte la commune pour servir de limite entre celles de Singles et Larodde. L'altitude maximale avec 1 072 ou 1 073 mètres est localisée à l'extrême nord-est, en limite des communes de Saint-Sauves-d'Auvergne et La Tour-d'Auvergne, à l'est du lieu-dit la Chaleille.
Implanté à l'intersection des routes départementales (RD) 29, 922 et 987 et baigné par la Mortagne, le bourg de Tauves se situe, en distances orthodromiques, dix kilomètres à l'ouest - sud-ouest de La Bourboule et vingt kilomètres au nord-est de Bort-les-Orgues.
Le territoire communal est également desservi à l'est par la RD 203.

### Communes limitrophes
|         | Avèze   | Saint-Sauves-d'Auvergne |
| Singles | Tauves  |                         |
| Larodde | Bagnols | La Tour-d'Auvergne      |

### Climat
Pour des articles plus généraux, voir Climat d'Auvergne-Rhône-Alpes et Climat du Puy-de-Dôme.
En 2010, le climat de la commune est de type climat de montagne, selon une étude du Centre national de la recherche scientifique s'appuyant sur une série de données couvrant la période 1971-2000. En 2020, Météo-France publie une typologie des climats de la France métropolitaine dans laquelle la commune est exposée à un climat de montagne ou de marges de montagne et est dans la région climatique  Ouest et nord-ouest du Massif Central, caractérisée par une pluviométrie annuelle de 900 à 1 500 mm, maximale en automne et en hiver. 
Pour la période 1971-2000, la température annuelle moyenne est de 8,2 °C, avec une amplitude thermique annuelle de 14,6 °C. Le cumul annuel moyen de précipitations est de 1 241 mm, avec 13,6 jours de précipitations en janvier et 8,7 jours en juillet. Pour la période 1991-2020, la température moyenne annuelle observée sur la station météorologique installée sur la commune est de 9,5 °C et le cumul annuel moyen de précipitations est de 1 315,5 mm,. Pour l'avenir, les paramètres climatiques de la commune estimés pour 2050 selon différents scénarios d'émission de gaz à effet de serre sont consultables sur un site dédié publié par Météo-France en novembre 2022.
| Mois                                  | jan.             | fév.             | mars            | avril         | mai             | juin            | jui.           | août           | sep.            | oct.            | nov.            | déc.          | année      |
| ------------------------------------- | ---------------- | ---------------- | --------------- | ------------- | --------------- | --------------- | -------------- | -------------- | --------------- | --------------- | --------------- | ------------- | ---------- |
| Température minimale moyenne (°C)     | −1,1             | −1,4             | 1,2             | 3,3           | 6,6             | 10,1            | 11,9           | 12             | 8,8             | 6,4             | 2,3             | −0,2          | 5          |
| Température moyenne (°C)              | 2,2              | 2,4              | 5,6             | 8,1           | 11,8            | 15,5            | 17,5           | 17,5           | 13,9            | 10,6            | 5,7             | 3             | 9,5        |
| Température maximale moyenne (°C)     | 5,4              | 6,2              | 10,1            | 13            | 16,9            | 21              | 23             | 23,1           | 19              | 14,8            | 9,1             | 6,2           | 14         |
| Record de froid (°C) date du record   | −21,7 15.01.1985 | −18,5 10.02.1986 | −16,7 01.03.05  | −8 12.04.1986 | −3,5 11.05.1985 | −0,7 07.06.1986 | 2,5 13.07.1993 | 0,5 30.08.1986 | −1,5 19.09.1994 | −8,5 29.10.1997 | −13 22.11.1998  | −14 15.12.01  | −21,7 1985 |
| Record de chaleur (°C) date du record | 18,1 01.01.22    | 23,5 27.02.19    | 22,5 24.03.1996 | 25,4 30.04.05 | 29 22.05.22     | 36,9 27.06.19   | 36,4 23.07.19  | 36,1 18.08.12  | 33,2 04.09.23   | 30,4 08.10.23   | 22,5 20.11.1994 | 20 13.12.1994 | 36,9 2019  |
| Précipitations (mm)                   | 105,4            | 95,5             | 91,4            | 116,4         | 115,7           | 108             | 102,3          | 95,3           | 105,7           | 117,2           | 137,7           | 124,9         | 1 315,5    |

## Urbanisme

### Typologie
Au 1er janvier 2024, Tauves est catégorisée commune rurale à habitat dispersé, selon la nouvelle grille communale de densité à sept niveaux définie par l'Insee en 2022.
Elle est située hors unité urbaine et hors attraction des villes,.

### Occupation des sols
L'occupation des sols de la commune, telle qu'elle ressort de la base de données européenne d’occupation biophysique des sols Corine Land Cover (CLC), est marquée par l'importance des territoires agricoles (85 % en 2018), en augmentation par rapport à 1990 (83,5 %). La répartition détaillée en 2018 est la suivante : prairies (80,5 %), forêts (13,2 %), zones agricoles hétérogènes (4,5 %), zones urbanisées (1,6 %), milieux à végétation arbustive et/ou herbacée (0,2 %). L'évolution de l’occupation des sols de la commune et de ses infrastructures peut être observée sur les différentes représentations cartographiques du territoire : la carte de Cassini (XVIIIe siècle), la carte d'état-major (1820-1866) et les cartes ou photos aériennes de l'IGN pour la période actuelle (1950 à aujourd'hui).

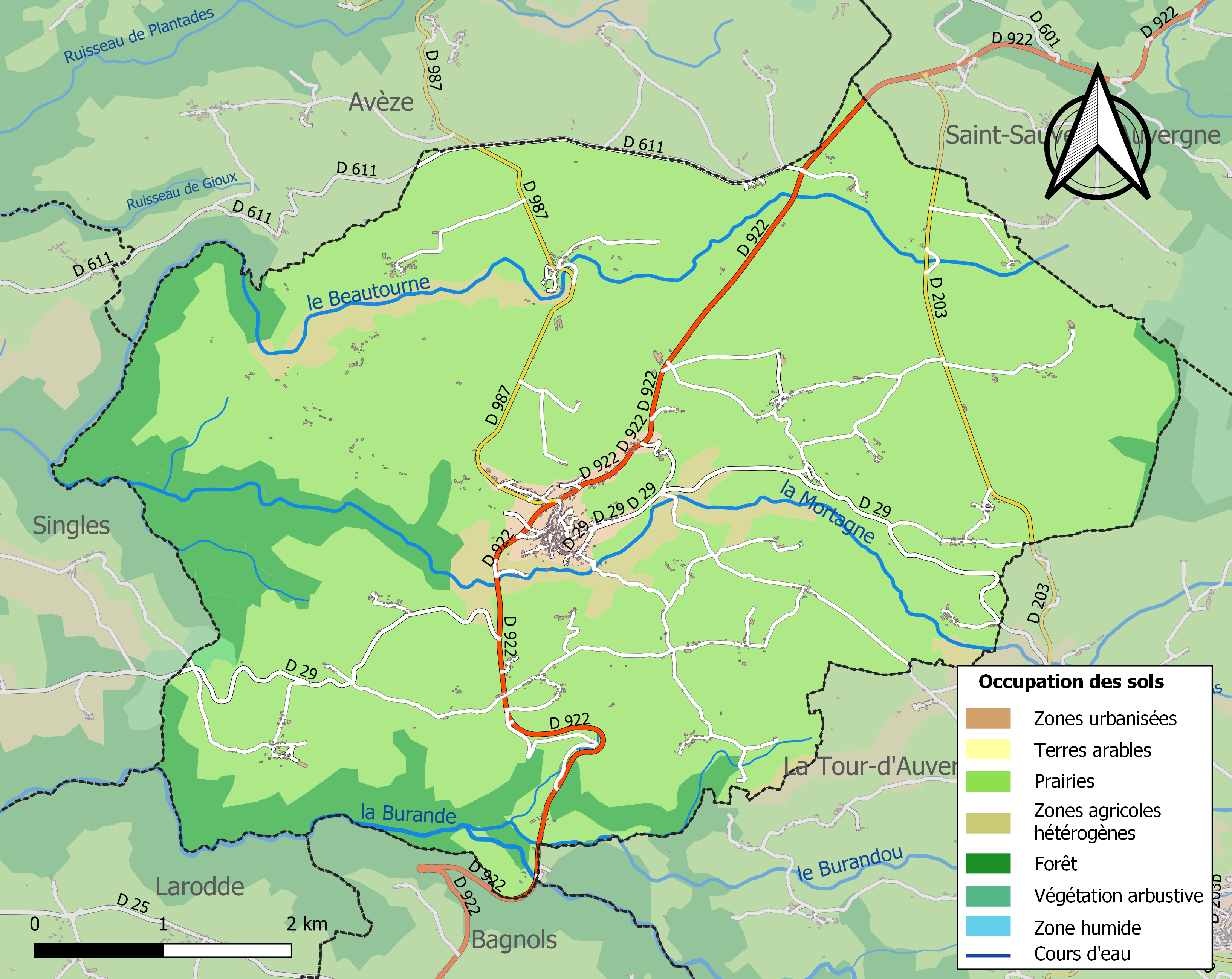
Carte des infrastructures et de l'occupation des sols de la commune en 2018 (CLC).

## Toponymie
Autrefois, son nom existait aussi en auvergnat sous les formes : Tauvas en graphie classique, Tauva en écriture auvergnate unifiée et Tauvat en graphie mistralienne.

## Histoire

### Les Hospitaliers
Le hameau du Pont Vieux est une ancienne commanderie des Hospitaliers de l'ordre de Saint-Jean de Jérusalem dont l'existence est attestée depuis au moins 1293 et qui perdura jusqu'à la Révolution française. Elle fait partie du grand prieuré d'Auvergne et de la langue du même nom.

## Politique et administration

### Découpage territorial
La commune de Tauves est membre de la communauté de communes Dômes Sancy Artense, un établissement public de coopération intercommunale (EPCI) à fiscalité propre créé le 1er janvier 2017 dont le siège est à Rochefort-Montagne. Ce dernier est par ailleurs membre d'autres groupements intercommunaux. Jusqu'en 2016, elle faisait partie de la communauté de communes Sancy-Artense Communauté.
Sur le plan administratif, elle est rattachée à l'arrondissement d'Issoire, à la circonscription administrative de l'État du Puy-de-Dôme et à la région Auvergne-Rhône-Alpes. Avant mars 2015, elle était chef-lieu de canton.
Sur le plan électoral, elle dépend du canton du Sancy pour l'élection des conseillers départementaux, depuis le redécoupage cantonal de 2014 entré en vigueur en 2015, et de la troisième circonscription du Puy-de-Dôme pour les élections législatives, depuis le dernier découpage électoral de 2010 (quatrième circonscription avant 2010).

### Élections municipales et communautaires

#### Élections de 2020
Le conseil municipal de Tauves, commune de moins de 1 000 habitants, est élu au scrutin majoritaire plurinominal à deux tours avec candidatures isolées ou groupées et possibilité de panachage. Compte tenu de la population communale, le nombre de sièges à pourvoir lors des élections municipales de 2020 est de 15. Sur les 31 candidats en lice, dix sont élus dès le premier tour, le 15 mars 2020, avec un taux de participation de 82,66 %. Les cinq conseillers restant à élire sont élus au second tour, qui se tient le 28 juin 2020 du fait de la pandémie de Covid-19, avec un taux de participation de 78,19 %.

#### Chronologie des maires
| Période                                  | Période                    | Identité          | Étiquette    | Qualité                        |
| ---------------------------------------- | -------------------------- | ----------------- | ------------ | ------------------------------ |
| Les données manquantes sont à compléter. |                            |                   |              |                                |
|                                          |                            | Pierre Bouchaudy  | PS           |                                |
|                                          | 2001                       | Fernand Urlande   | PS           |                                |
| 2001                                     | 2008                       | Jean-Noël Chauvet | RPR puis UMP |                                |
| 2008                                     | En cours (au 24 août 2021) | Christophe Serre, | UMP puis LR  | Directeur général des services |

### Jumelages

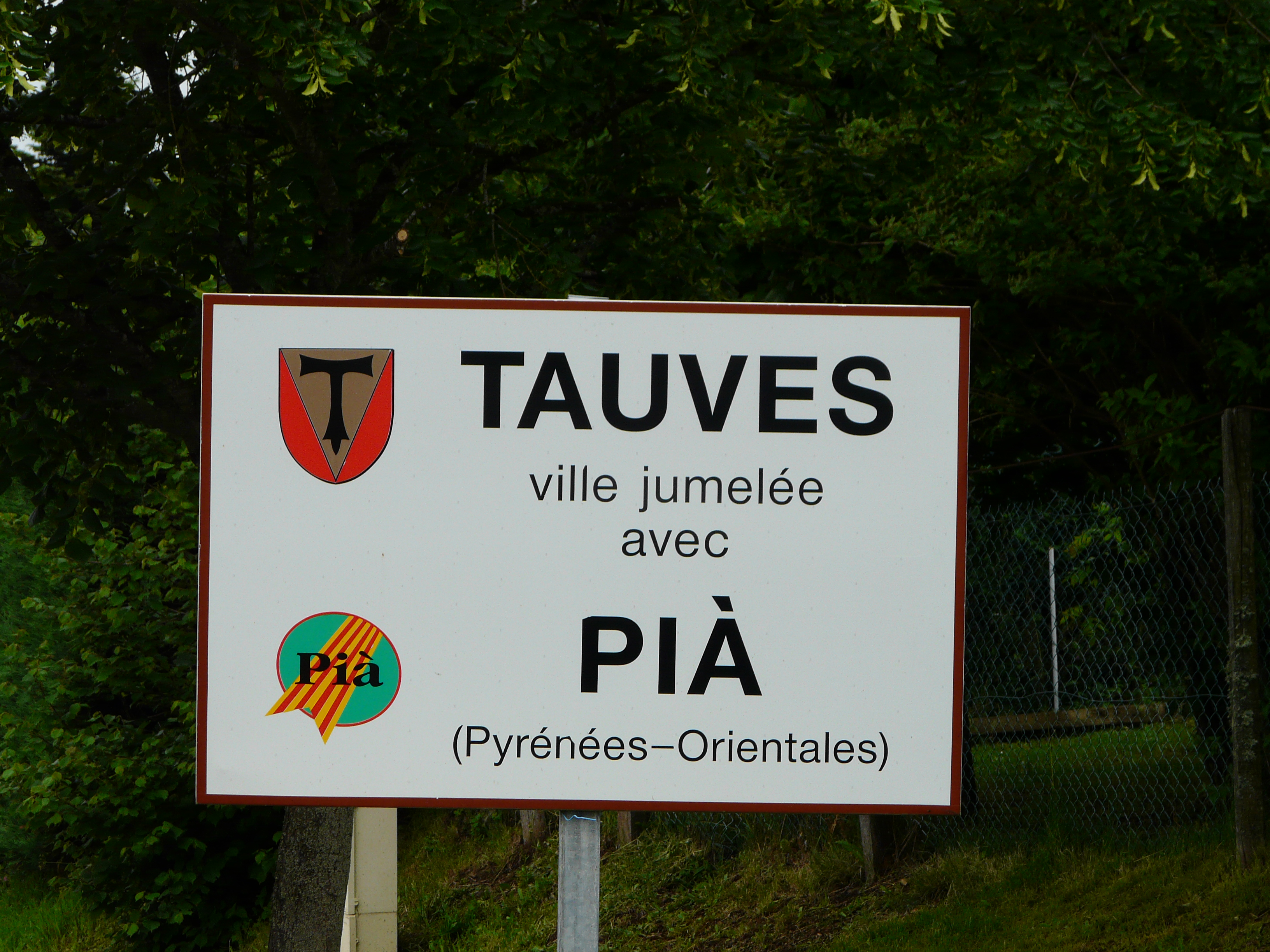
Panneau de jumelage de Tauves.

- Pia, Pyrénées-Orientales (France)
- Castiglione di Sicilia (Italie)

## Population et société

### Démographie
L'évolution du nombre d'habitants est connue à travers les recensements de la population effectués dans la commune depuis 1793. Pour les communes de moins de 10 000 habitants, une enquête de recensement portant sur toute la population est réalisée tous les cinq ans, les populations de référence des années intermédiaires étant quant à elles estimées par interpolation ou extrapolation. Pour la commune, le premier recensement exhaustif entrant dans le cadre du nouveau dispositif a été réalisé en 2008.

En 2022, la commune comptait 700 habitants, en évolution de −11,05 % par rapport à 2016 (Puy-de-Dôme : +2,1 %, France hors Mayotte : +2,11 %).
| 1793  | 1800  | 1806  | 1821  | 1831  | 1836  | 1841  | 1846  | 1851  |
| ----- | ----- | ----- | ----- | ----- | ----- | ----- | ----- | ----- |
| 2 110 | 2 288 | 2 181 | 2 316 | 2 351 | 2 358 | 2 474 | 2 313 | 2 547 |

| 1856  | 1861  | 1866  | 1872  | 1876  | 1881  | 1886  | 1891  | 1896  |
| ----- | ----- | ----- | ----- | ----- | ----- | ----- | ----- | ----- |
| 2 395 | 2 379 | 2 473 | 2 549 | 2 560 | 2 640 | 2 611 | 2 482 | 2 508 |

| 1901  | 1906  | 1911  | 1921  | 1926  | 1931  | 1936  | 1946  | 1954  |
| ----- | ----- | ----- | ----- | ----- | ----- | ----- | ----- | ----- |
| 2 364 | 2 187 | 2 093 | 1 830 | 1 745 | 1 662 | 1 649 | 1 443 | 1 389 |

| 1962  | 1968  | 1975  | 1982  | 1990 | 1999 | 2006 | 2008 | 2013 |
| ----- | ----- | ----- | ----- | ---- | ---- | ---- | ---- | ---- |
| 1 289 | 1 184 | 1 105 | 1 103 | 940  | 863  | 796  | 778  | 787  |

| 2018 | 2022 | - | - | - | - | - | - | - |
| ---- | ---- | - | - | - | - | - | - | - |
| 772  | 700  | - | - | - | - | - | - | - |

## Culture locale et patrimoine

### Lieux et monuments
- Menhir de Méjanesse dit Pierre des Quatre Curés, datant du Néolithique, classé au titre des monuments historiques depuis 1976[25]
- Église Notre-Dame (ou Notre-Dame-de-la-Nativité) du XIIe siècle, modifiée au XVe siècle, également classée en 1911[26],[27].
- Chapelle Sainte-Madeleine du XVIIe siècle[28]

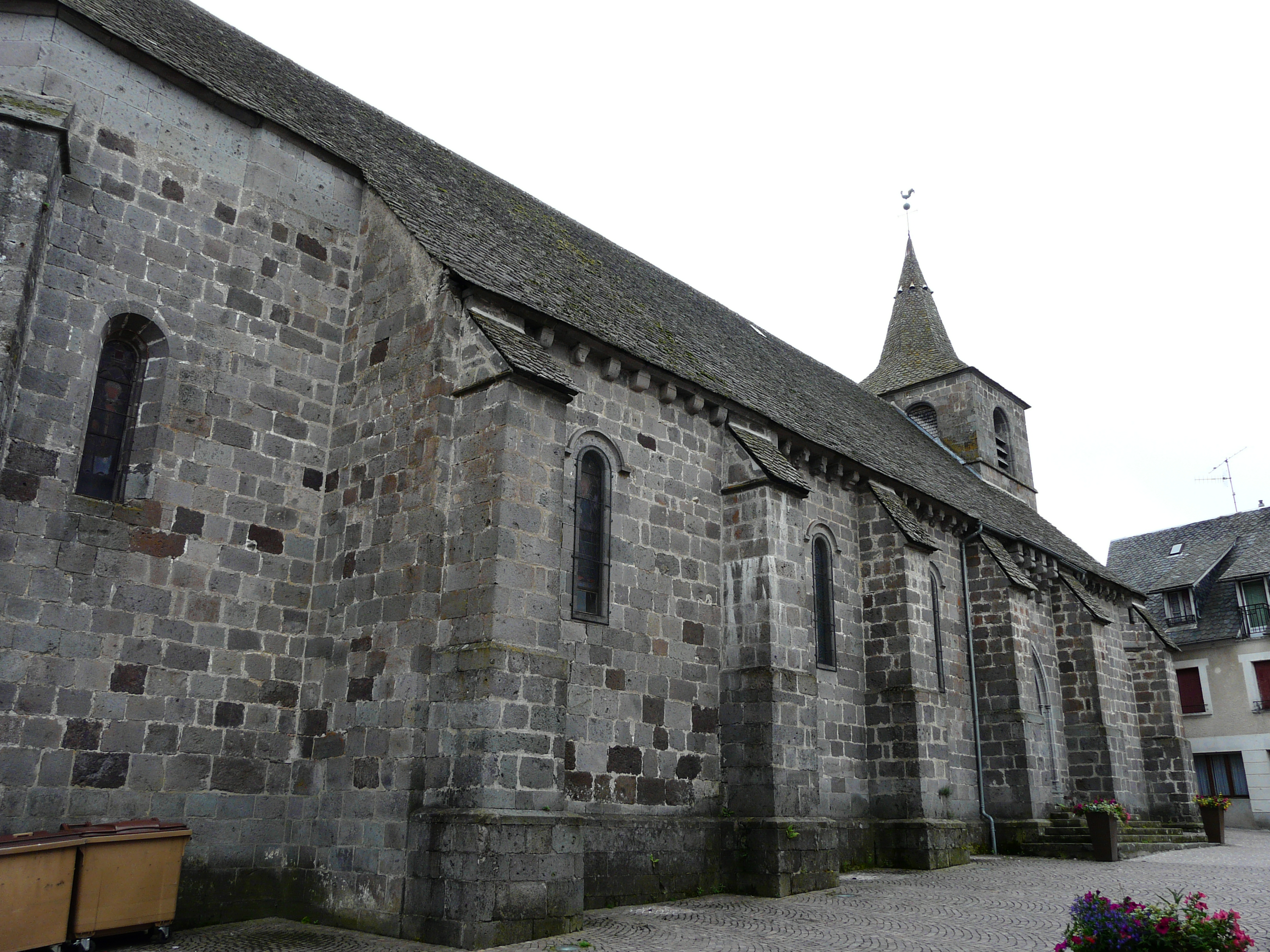
L'église Notre-Dame.
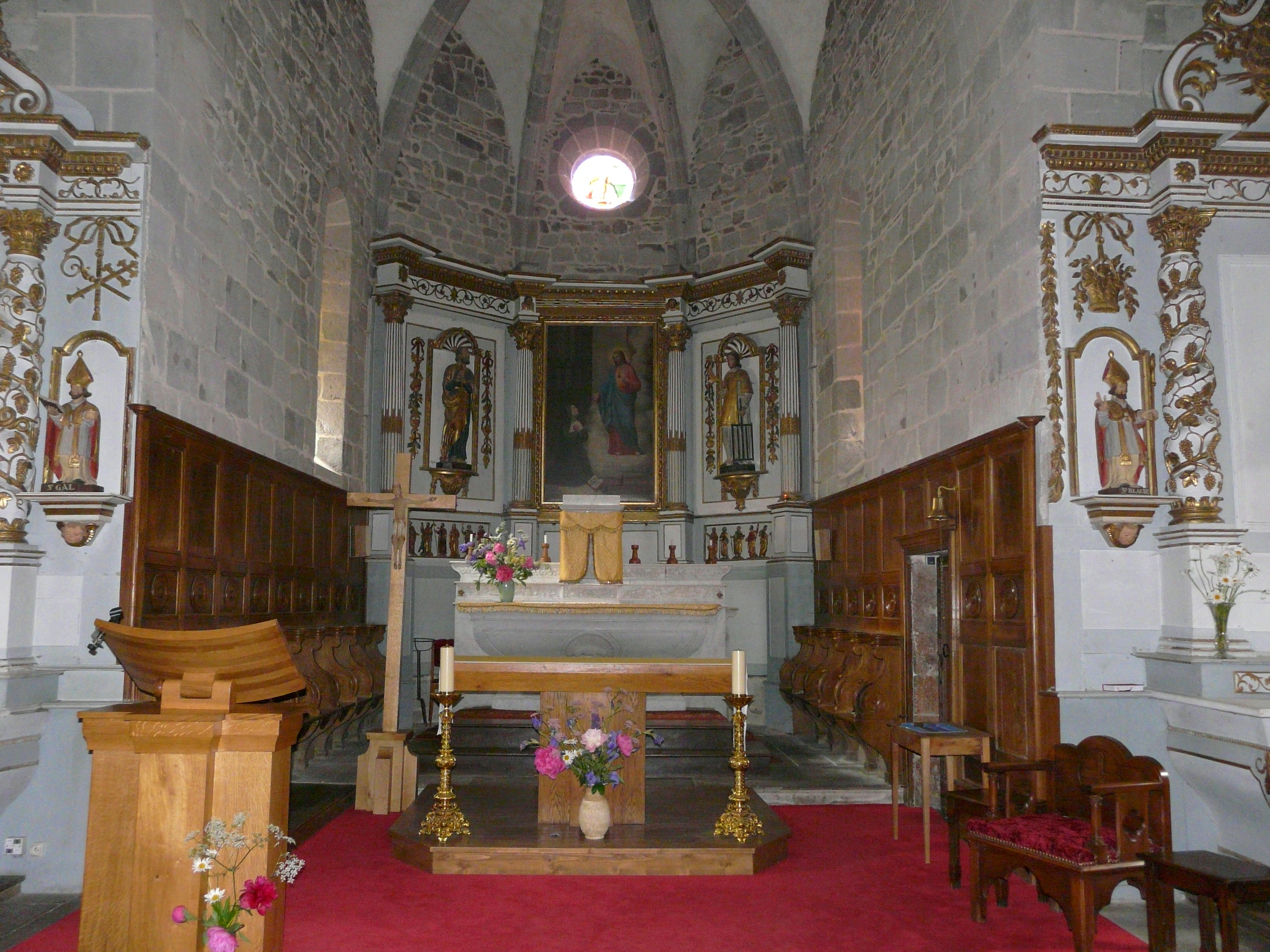
Le chœur.
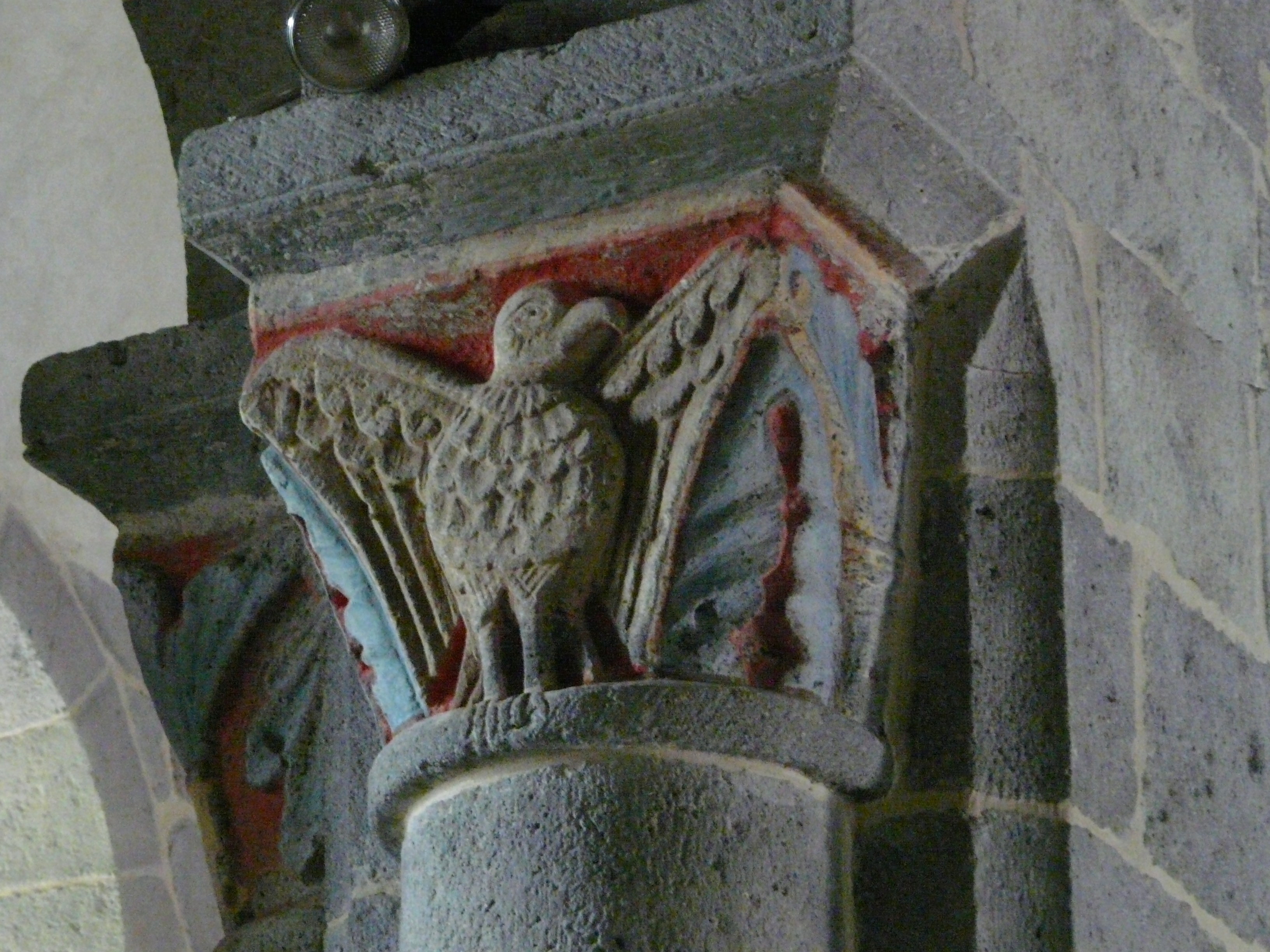
Un des nombreux chapiteaux.

### Culture
Chaque année depuis 1980, un festival de théâtre est organisé par l'association Les Laquais de Tauves. Les représentations ont lieu en plein air sur la place de l'Église.

### Personnalités liées à la commune
- Alphonse Cytère (1861-1941), né à Tauves, ingénieur, directeur de la Société anonyme des Produits céramiques de Rambervillers.
- Joseph Dauphin (1882-1917), né à Tauves, soldat de la Première Guerre mondiale, fusillé pour l'exemple en 1917.
- René Monteix (1908-1997), né à Tauves, peintre et professeur de médecine.
- Maurice Piboule (1919-2011), né à Tauves, préhistorien et archéologue.
- Marius Vazeilles (1881-1973), expert forestier et député communiste du Front populaire pour la circonscription d'Ussel, après avoir été déchu de son mandat en 1939, fut arrêté et assigné à résidence à Tauves.